# Pierwszy rząd Josepha Wirtha
Pierwszy rząd Josepha Wirtha – 10 maja 1921 – 25 października 1921.
| Funkcja                                                 | Imię i nazwisko                                | Partia              |
| ------------------------------------------------------- | ---------------------------------------------- | ------------------- |
| Reichskanzler – Kanclerz Rzeszy                         | Joseph Wirth                                   | Zentrum             |
| Stellvertreter des Reichskanzlers – Wicekanclerz Rzeszy | Gustav Bauer                                   | SPD                 |
| Minister spraw zagranicznych                            | Joseph Wirth (do 23 maja 1921) Friedrich Rosen | Zentrum bezpartyjny |
| Minister spraw wewnętrznych                             | Georg Gradnauer                                | SPD                 |
| Minister sprawiedliwości                                | Eugen Schiffer                                 | DDP                 |
| Minister finansów                                       | Joseph Wirth                                   | Zentrum             |
| Minister gospodarki                                     | Robert Schmidt                                 | SPD                 |
| Minister polityki żywnościowej                          | Andreas Hermes                                 | Zentrum             |
| Minister pracy                                          | Heinrich Brauns                                | Zentrum             |
| Minister obrony                                         | Otto Geßler                                    | DDP                 |
| Minister transportu                                     | Wilhelm Groener                                | bezpartyjny         |
| Minister poczty                                         | Johannes Giesberts                             | Zentrum             |
| Minister skarbu                                         | Gustav Bauer                                   | SPD                 |
| Minister odbudowy                                       | Walther Rathenau                               | DDP                 |